# Діерпарк (Нью-Йорк)
Діерпарк (англ. Deerpark) — місто (англ. town) в США, в окрузі Орандж штату Нью-Йорк. Населення — 7509 осіб (2020).

## Демографія
Згідно з переписом 2010 року, у місті мешкала 7901 особа в 2988 домогосподарствах у складі 2115 родин. Було 3484 помешкання
Расовий склад населення:
| - 91,6 % — білих - 2,5 % — чорних або афроамериканців - 1,2 % — азіатів - 0,5 % — корінних американців - 1,4 % — осіб інших рас |

До двох чи більше рас належало 2,7 %. Частка іспаномовних становила 6,9 % від усіх жителів.
За віковим діапазоном населення розподілялося таким чином: 23,0 % — особи молодші 18 років, 64,1 % — особи у віці 18—64 років, 12,9 % — особи у віці 65 років та старші. Медіана віку мешканця становила 41,9 року. На 100 осіб жіночої статі у місті припадало 100,1 чоловіків;  на 100 жінок у віці від 18 років та старших — 97,0 чоловіків також старших 18 років.
Середній дохід на одне домашнє господарство  становив 65 228 доларів США (медіана — 51 838), а середній дохід на одну сім'ю — 78 358 доларів (медіана — 64 488). Медіана доходів становила 51 486 доларів для чоловіків та 41 714 долари для жінок. За межею бідності перебувало 14,3 % осіб, у тому числі 20,6 % дітей у віці до 18 років та 12,4 % осіб у віці 65 років та старших.
Цивільне працевлаштоване населення становило 3183 особи. Основні галузі зайнятості: освіта, охорона здоров'я та соціальна допомога — 26,0 %, роздрібна торгівля — 16,3 %, публічна адміністрація — 10,8 %, виробництво — 9,5 %.